# Графская пристань
Гра́фская при́стань (укр. Графська пристань) — памятник истории и архитектуры в Севастополе. 
Графская пристань находится на западном берегу Южной бухты, на площади адмирала Нахимова. Пристань обязана названием графу М. И. Войновичу, командующему Севастопольской эскадрой в 1786—1790 годах и Черноморским флотом в 1789—1790 годах, который причаливал здесь, приезжая со своего хутора на Северной стороне. Официальное название пристани — Екатерининская было малоупотребительно. В 1925 году Екатерининскую пристань переименовали в пристань III Интернационала. В 1990-е годы ей вернули историческое название. В Российской Федерации, контролирующей спорную территорию Крыма, является  объектом культурного наследия федерального значения; на Украине, в пределах признанных большинством государств — членов ООН
 границ которой находится спорная территория, — памятником культурного наследия национального значения.

## История сооружения
Графская пристань была построена в 1783 году как деревянный шлюпочный причал напротив дома контр-адмирала Фомы Мекензи. В 1787 году к приезду в Севастополь Екатерины II деревянные ступени пристани были заменены каменными. Закончена при контр-адмирале графе М. И. Войновиче.

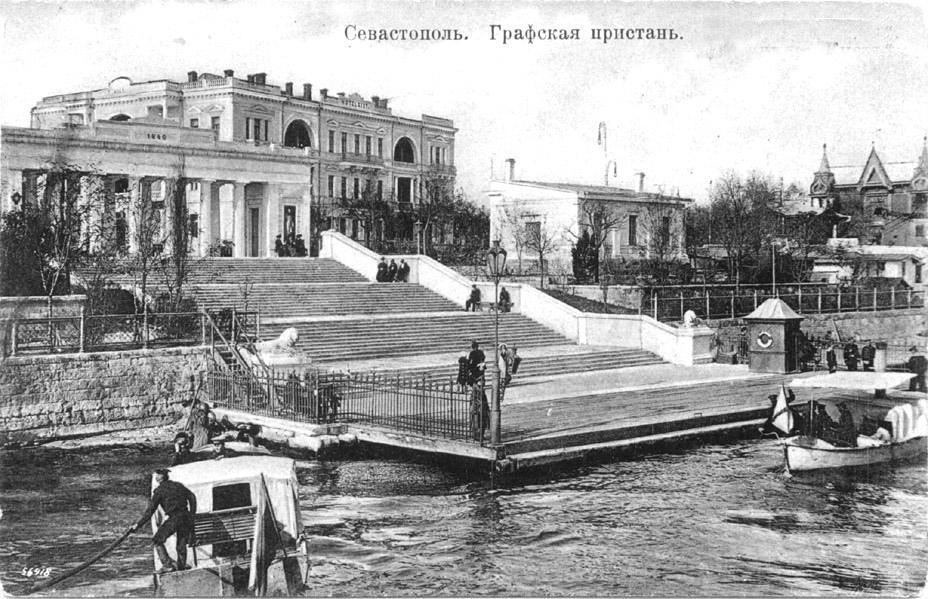
Графская пристань в начале XX века

В 1846 году по проекту инженер-полковника Джона Уптона, утверждённому в октябре 1844 года, была построена новая пристань как парадный вход в Севастополь со стороны моря. Сдвоенная колоннада дорического ордера образует пропилеи, парадный вход на пристань. Колонны несут антаблемент, увенчанный аттиком, на который нанесена дата постройки. Перед колоннадой четырьмя пологими маршами к морю спускается широкая парадная лестница, украшенная мраморными львами работы итальянского скульптора Фердинандо Пелличио (1808—1892). Графская пристань сложена из инкерманского камня.
В период первой обороны Севастополя через Графскую пристань проходило снабжение всех бастионов боеприпасами и продовольствием. В ночь на 26 августа 1855 года вражеская ракета подожгла баржу с порохом, стоявшую у Графской пристани, что вызвало взрыв и значительные разрушения.
Разрушенная в годы Великой Отечественной войны, Графская пристань была отремонтирована в послевоенные годы. В 1968—1969 годах, по проекту архитектора В. М. Артюхова и инженера А. И. Михайленко, был выполнен ремонт лестницы, а в 1987—1988 годах отреставрирована колоннада.
Графская пристань является главной пристанью города. Здесь начинается военно-морской парад кораблей Черноморского флота России в День Военно-Морского флота, собираются ветераны Великой Отечественной войны. Рядом с Графской пристанью находятся Портофлотские причалы, которые связывают центр Севастополя с площадью Захарова, посёлком Голландия, Инкерманом.
В июле 2008 года на Графской пристани произошёл конфликт между военнослужащими Военно-морских сил Украины, пытавшимися установить на пристани табличку в память о 90-летии поднятия украинских флагов над кораблями Черноморского флота в 1918 году, и недовольными этим жителями Севастополя.
С октября 2015 года — объект культурного наследия федерального значения.

## Мемориальные доски

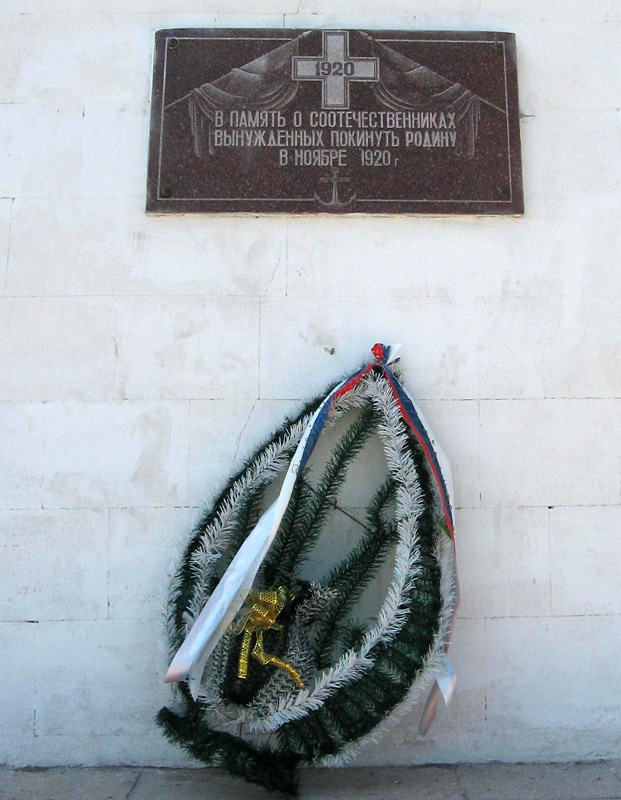
Табличка в память вынужденных покинуть Родину

На Графской пристани установлено несколько мемориальных табличек.
- Первая напоминает о том, что 22 ноября 1853 года на Графской пристани произошла торжественная встреча севастопольцев с вице-адмиралом П. С. Нахимовым после Синопской победы.
- Надпись на второй говорит о том, что с этой пристани 27 ноября 1905 года лейтенант П. П. Шмидт отбыл на крейсер «Очаков», чтобы принять командование восставшими кораблями флота.
- Третья табличка была установлена в ноябре 1995 года «В память о соотечественниках, вынужденных покинуть Родину в ноябре 1920 года», об около 150 тысяч человек, в том числе около 70 тысяч солдат и офицеров, которые были вынуждены были покинуть Россию после разгрома крымской армии генерал-лейтенанта П. Н. Врангеля[6].
- Четвёртая мемориальная доска сообщает об освобождении города от немецко-фашистских захватчиков: «9 мая 1944 года над Графской пристанью штурмующим отрядом моряков-черноморцев был водружён военно-морской флаг в знак освобождения Севастополя от фашистских захватчиков».
- Ещё одна мемориальная плита гласит: «Здесь, ведя бой с противником, 12 ноября 1941 года погиб крейсер „Червона Украина“». 31 октября 1941 года крейсер встал на артиллерийскую позицию, 12 ноября немецкие самолёты атаковали крейсер, в корабль попало шесть бомб и, несмотря на действия экипажа, почти через сутки крейсер затонул.